# Марко Марін
Марко Марін (нім. Marko Marin; нар. 13 березня 1989, Босанська Градишка) — німецький футболіст сербського походження, півзахисник «Црвени Звезди».
Насамперед відомий виступами за клуби «Боруссія» (Менхенгладбах) та «Вердер», а також національну збірну Німеччини.

## Клубна кар'єра
Народився 13 березня 1989 року в місті Босанська Градишка в родині боснійських сербів. У 1991 році батьки разом з Марком переїхали до Німеччини. Вихованець юнацьких команд футбольних клубів «Айнтрахт» та «Боруссія» (Менхенгладбах).

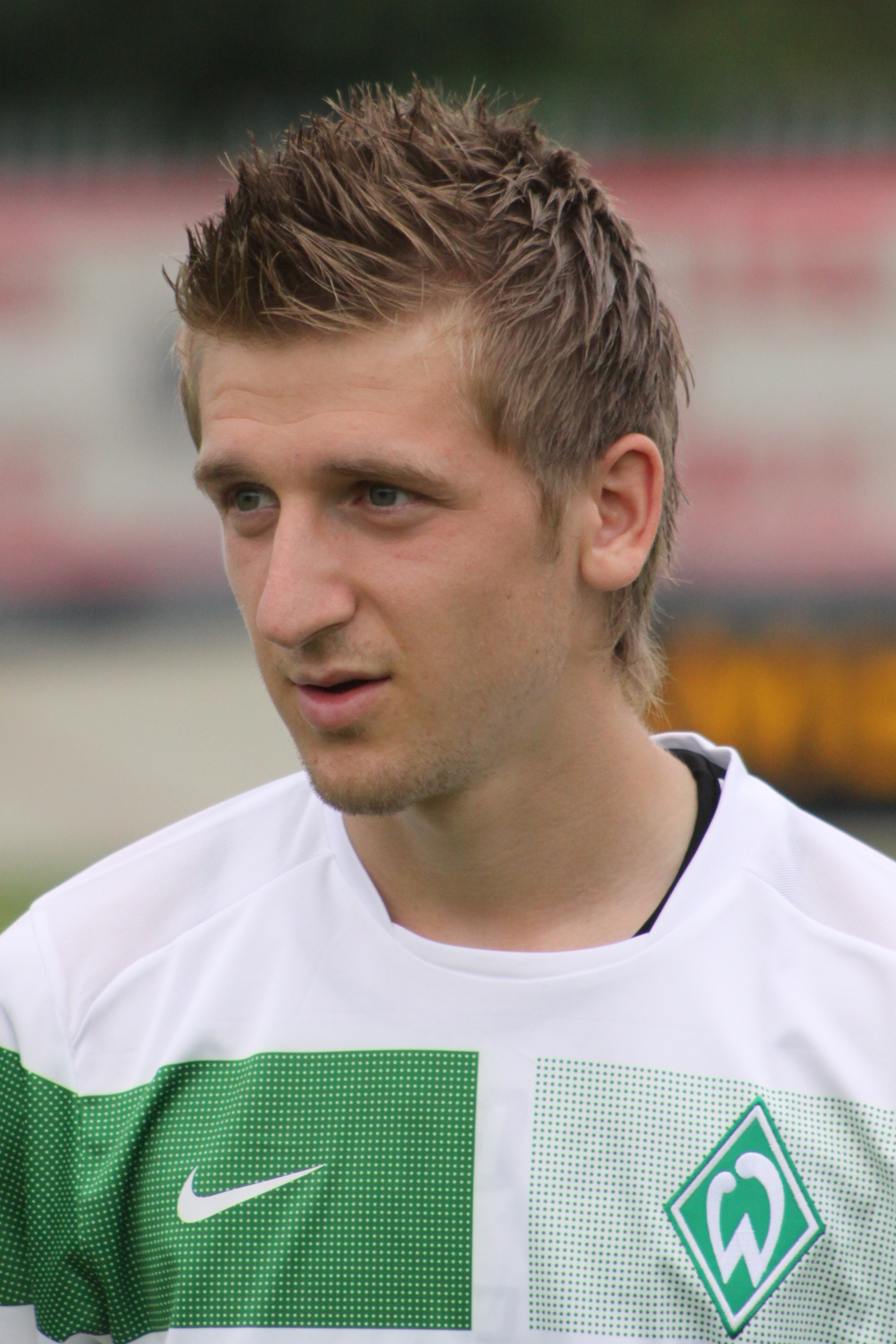
Марко Марін 2009 року в складі «Вердера»

У дорослому футболі дебютував 2006 року виступами за другу команду клубу «Боруссія» (Менхенгладбах), в якій провів півсезону, взявши участь у 16 матчах чемпіонату.
Своєю грою за цю команду привернув увагу представників тренерського штабу основного клубу «Боруссії», до складу якого був включений на початку 2007 року. Відіграв за менхенгладбаський клуб наступні два з половиною сезони своєї ігрової кар'єри. Більшість часу, проведеного у складі «Боруссії», був основним гравцем команди.
24 червня 2009 року уклав контракт з «Вердером», який заплатив за футболіста 8,5 млн євро. У складі «музикантів» провів наступні три роки своєї кар'єри гравця. Граючи у складі «Вердера» також здебільшого виходив на поле в основному складі команди.
До складу клубу «Челсі» приєднався 1 липня 2012 року за футболіста 6,5 млн євро. Проте заграти у складі «пенсіонерів» не зумів і в подальшому виступав на правах оренди за клуби «Севілья», «Фіорентина», «Андерлехт» та «Трабзонспор».
Згодом протягом 2016—2018 років виступав у Греції за «Олімпіакос», а влітку 2018 року повернувся на історичну батьківщину, ставши гравцем «Црвени Звезди».

## Виступи за збірні
2004 року дебютував у складі юнацької збірної Німеччини, взяв участь у 29 іграх на юнацькому рівні, відзначившись 7 забитими голами.
Протягом 2007–2010 років залучався до складу молодіжної збірної Німеччини. 2009 року разом з командою став переможцем молодіжного чемпіонату Європи. Всього на молодіжному рівні зіграв у 12 офіційних матчах, забив 1 гол.
27 травня 2008 року дебютував в офіційних матчах у складі національної збірної Німеччини в товариській грі зі збірною Білорусі, що завершилася внічию 2-2.
У складі збірної був учасником чемпіонату світу 2010 року у ПАР, на якому команда здобула бронзові нагороди, а Марко зіграв у двох матчах.
Наразі провів у формі головної команди країни 16 матчів, забивши 1 гол.

## Статистика виступів

### Статистика клубних виступів
| Сезон                                | Команда                              | Чемпіонат                            | Чемпіонат | Чемпіонат | Національний кубок | Національний кубок | Національний кубок | Континентальні кубки | Континентальні кубки | Континентальні кубки | Інші змагання | Інші змагання | Інші змагання | Усього | Усього |
| Сезон                                | Команда                              | Ліга                                 | Ігор      | Голів     | Ліга               | Ігор               | Голів              | Ліга                 | Ігор                 | Голів                | Ліга          | Ігор          | Голів         | Ігор   | Голів  |
| ------------------------------------ | ------------------------------------ | ------------------------------------ | --------- | --------- | ------------------ | ------------------ | ------------------ | -------------------- | -------------------- | -------------------- | ------------- | ------------- | ------------- | ------ | ------ |
| 2006–07                              | «Боруссія» (Менхенгладбах) II        | РЛ                                   | 16        | 3         | -                  | -                  | -                  | -                    | -                    | -                    | -             | -             | -             | 16     | 3      |
| 2006–07                              | «Боруссія» (Менхенгладбах)           | БЛ                                   | 4         | 0         | -                  | -                  | -                  | -                    | -                    | -                    | -             | -             | -             | 4      | 0      |
| 2007–08                              | «Боруссія» (Менхенгладбах)           | 2БЛ                                  | 31        | 4         | КН                 | 2                  | 1                  | -                    | -                    | -                    | -             | -             | -             | 33     | 5      |
| 2008–09                              | «Боруссія» (Менхенгладбах)           | БЛ                                   | 33        | 4         | КН                 | 2                  | 3                  | -                    | -                    | -                    | -             | -             | -             | 35     | 7      |
| Усього за «Боруссію» (Менхенгладбах) | Усього за «Боруссію» (Менхенгладбах) | Усього за «Боруссію» (Менхенгладбах) | 68        | 8         |                    | 4                  | 4                  | -                    | -                    | -                    | -             | -             | -             | 72     | 12     |
| 2009–10                              | «Вердер»                             | БЛ                                   | 32        | 4         | КН                 | 6                  | 1                  | ЛЄ                   | 12                   | 2                    | -             | -             | -             | 50     | 7      |
| 2010–11                              | «Вердер»                             | БЛ                                   | 34        | 3         | КН                 | 8                  | 1                  | ЛЧ                   | 2                    | 1                    | -             | -             | -             | 44     | 5      |
| 2011–12                              | «Вердер»                             | БЛ                                   | 21        | 1         | КН                 | 1                  | 0                  | -                    | -                    | -                    | -             | -             | -             | 22     | 1      |
| Усього за «Вердер»                   | Усього за «Вердер»                   | Усього за «Вердер»                   | 87        | 8         |                    | 15                 | 3                  |                      | 14                   | 3                    | -             | -             | -             | 116    | 14     |
| 2012–13                              | «Челсі»                              | ПЛ                                   | 6         | 1         | КА+КЛ              | 3+3                | 0                  | ЛЧ+ЛЄ                | 0+3                  | 0                    | СА+СУ+КЧС     | 0+0+1         | 0             | 16     | 1      |
| 2013–14                              | «Севілья»                            | ПД                                   | 18        | 0         | КІ                 | 0                  | 0                  | ЛЄ                   | 12                   | 2                    | -             | -             | -             | 30     | 2      |
| 2014–15                              | «Фіорентина»                         | A                                    | 0         | 0         | КІ                 | 0                  | 0                  | ЛЄ                   | 4                    | 2                    | -             | -             | -             | 4      | 2      |
| 2014–15                              | «Андерлехт»                          | ДІ                                   | 6         | 0         | CB                 | 2                  | 0                  | ЛЄ                   | -                    | -                    | -             | -             | -             | 8      | 0      |
| Усього за кар'єру                    | Усього за кар'єру                    | Усього за кар'єру                    | 201       | 20        |                    | 21                 | 6                  |                      | 39                   | 7                    |               | 1             | 0             | 262    | 34     |

### Статистика виступів за збірну
| Дата       | Місто              | Господарі   | Результат | Гості                | Турнір                   | Голи | Примітки |
| ---------- | ------------------ | ----------- | --------- | -------------------- | ------------------------ | ---- | -------- |
| 27/05/2008 | Кайзерслаутерн     | Німеччина   | 2 – 2     | Білорусь             | товариський матч         | -    |          |
| 20/08/2008 | Нюрнберг           | Німеччина   | 2 – 0     | Бельгія              | товариський матч         | 1    |          |
| 06/09/2008 | Вадуц              | Ліхтенштейн | 0 – 6     | Німеччина            | Відбір до ЧС 2010        | -    |          |
| 19/11/2008 | Берлін             | Німеччина   | 1 – 2     | Англія               | товариський матч         | -    |          |
| 11/02/2009 | Дюссельдорф        | Німеччина   | 0 – 1     | Норвегія             | товариський матч         | -    |          |
| 28/03/2009 | Лейпциг            | Німеччина   | 4 – 0     | Ліхтенштейн          | Відбір до ЧС 2010        | -    |          |
| 05/09/2009 | Леверкузен         | Німеччина   | 2 – 0     | ПАР                  | товариський матч         | -    |          |
| 03/06/2010 | Франкфурт-на-Майні | Німеччина   | 3 – 1     | Боснія і Герцеговина | товариський матч         | -    |          |
| 13/06/2010 | Дурбан             | Німеччина   | 4 – 0     | Австралія            | ЧС 2010 - груповий раунд | -    |          |
| 18/06/2010 | Порт-Елізабет      | Німеччина   | 0 – 1     | Сербія               | ЧС 2010 - груповий раунд | -    |          |
| 03/09/2010 | Брюссель           | Бельгія     | 0 – 1     | Німеччина            | Відбір до ЧЄ 2012        | -    |          |
| 07/09/2010 | Кельн              | Німеччина   | 6 – 1     | Азербайджан          | Відбір до ЧЄ 2012        | -    |          |
| 08/10/2010 | Берлін             | Німеччина   | 3 – 0     | Туреччина            | Відбір до ЧЄ 2012        | -    |          |
| 12/10/2010 | Астана             | Казахстан   | 0 – 3     | Німеччина            | Відбір до ЧЄ 2012        | -    |          |
| 17/11/2010 | Гетеборг           | Швеція      | 0 – 0     | Німеччина            | товариський матч         | -    |          |
| Усього     |                    | Матчів      | 16        |                      | Голів                    | 1    |          |

## Досягнення
- Переможець Кубка Меридіан: 2007
- Володар Суперкубка Німеччини (1):

«Вердер»: 2009
- Переможець Ліги Європи (2):

«Челсі»: 2012-13
«Севілья»: 2013-14
- Чемпіон Греції (1):

Олімпіакос: 2016-17
- Чемпіон Сербії (1):

Црвена Звезда: 2018-19
- Чемпіон Угорщини (1):

«Ференцварош»: 2021-22
- Володар Кубка Угорщини (1):

«Ференцварош»: 2021-22
- Переможець молодіжного чемпіонату Європи (1):

Німеччина U-21: 2009
- Бронзовий призер чемпіонату світу: 2010